# Jell-O

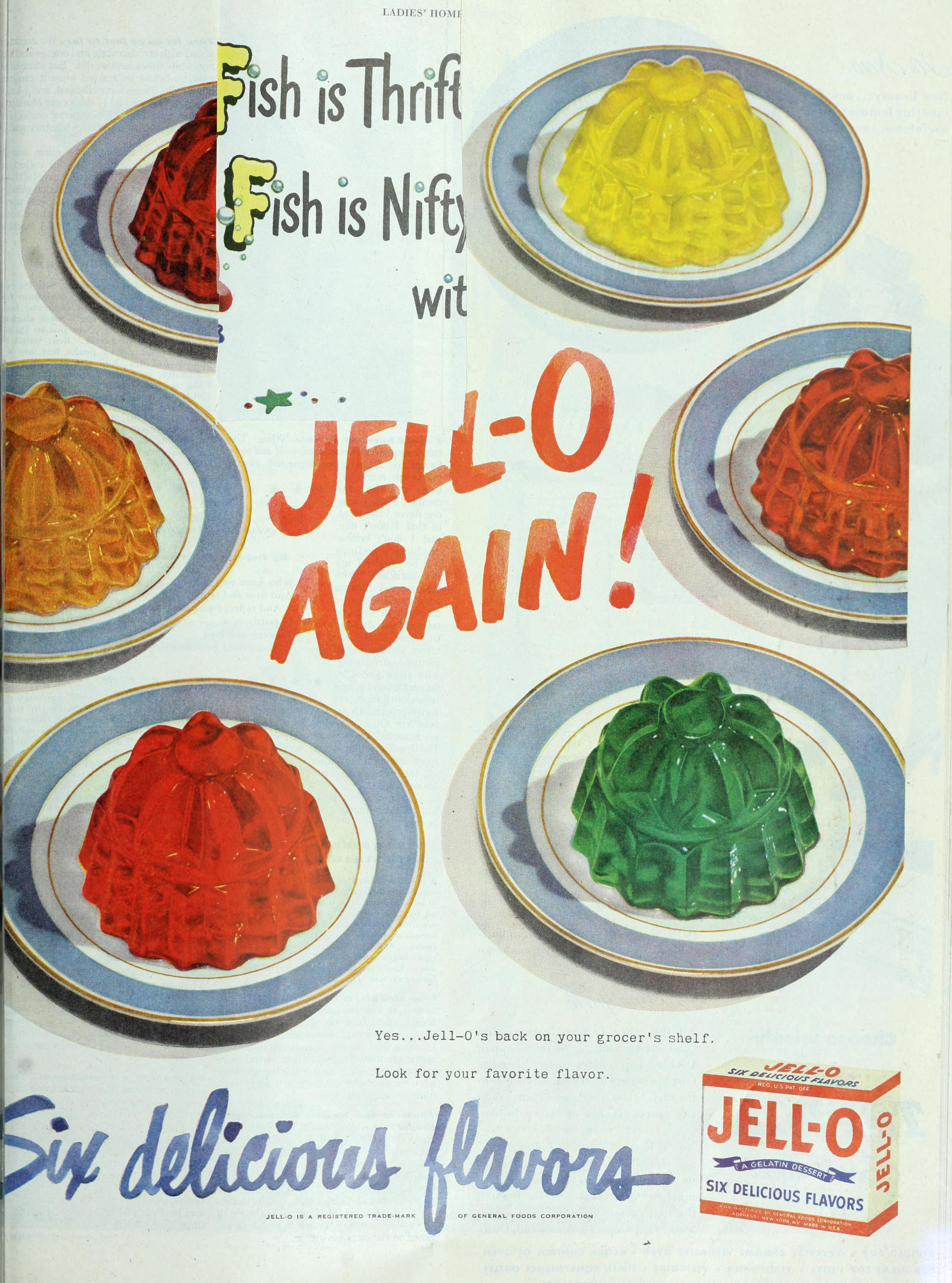
Anuncio da gelatina Jell-O da década de 1940 em revistas e jornais

Jell-O é uma marca de sobremesa pertencente a Kraft Foods. Entre as sobremesas instantânea vendidas, a Jell-O oferece a gelatina, pudim e tortas de creme. A marca também possui sobremesas prontas para o consumo.
O primeiro produto com a marca Jell-O foi a gelatina em pó, ofertado na forma de sobremesas instantânea, aquelas que são de fácil preparo após a mistura de ingredientes líquidos numa pequena porção do produto desidratado. 

## História
A marca foi patenteada para uso numa gelatina em pó em 1897 pelo carpinteiro e fabricante de xarope, Pearle Bixby Wait. Em 1899, Pearle vendeu a marca para o empresário e dono da "Genesee Pure Food Company", Orator Francis Woodward, por US$ 450,00.
Na década de 1920, fundiram-se a "Genesee Food", a "Postum Cereals company" (outra empresa de produtos granulados) e a empresa fundada por Clarence Birdseye (do ramo de alimentos congelados) para criar a General Foods, empresa que manteve a direito econômico da marca. A General Foods passou a oferecer uma gama maior de produtos alimentares, além de sobremesa, com o nome Jell-O.
A marca, desde o início do século XX até o início da década de 1960, foi sucesso de venda, ficando por décadas como referência em determinados produtos, principalmente as sobremesas. Porém, a partir de meados dos anos de 1960 até a década de 1980, seus índices de vendas diminuíram substancialmente a ponto de serem descontinuados inúmeros produtos.
Em 1990, a marca passou a ser de propriedade da Kraft Foods quando a General Foods fundiu-se com a Philip Morris.

## Museu

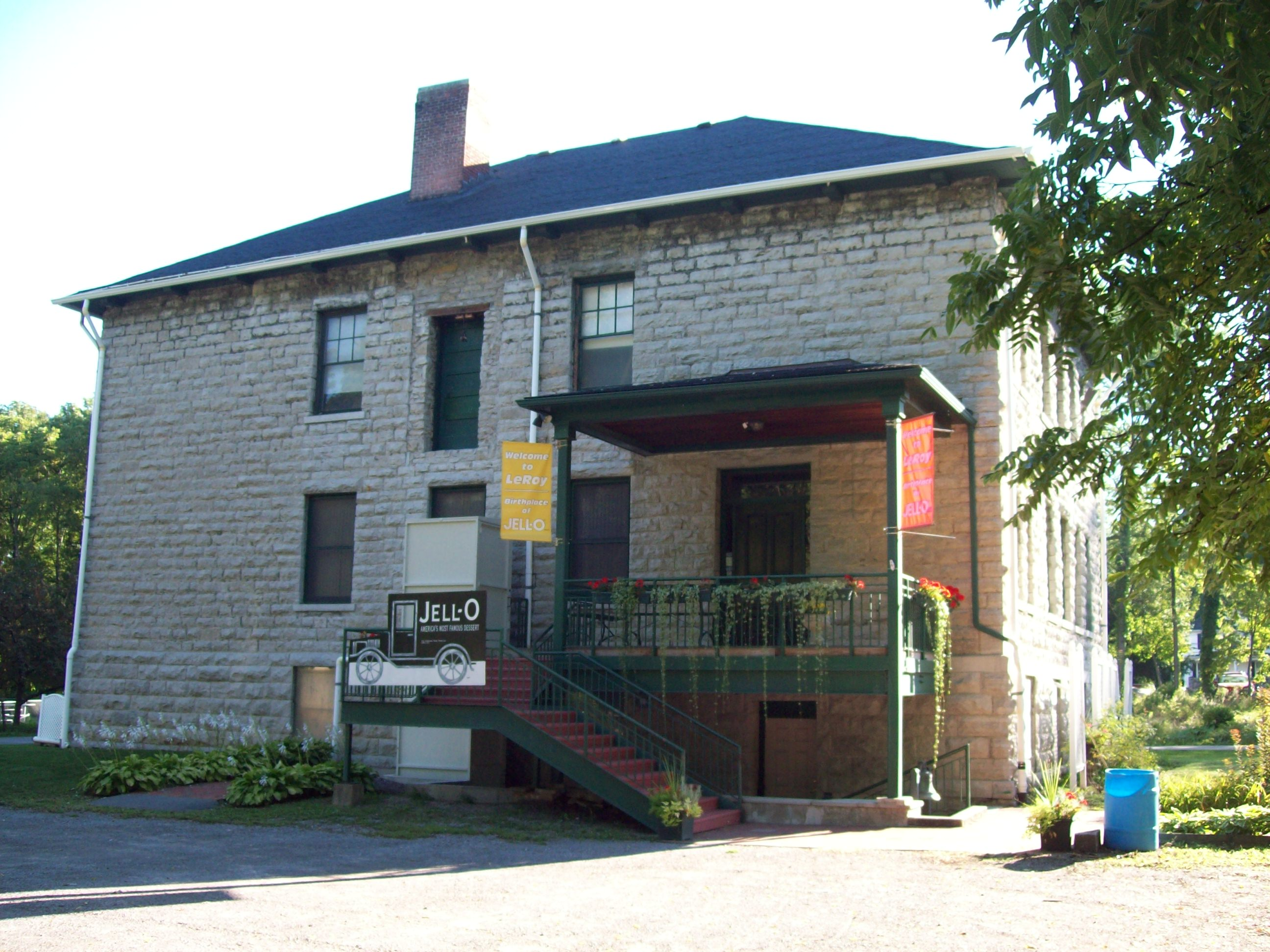
Museu e Galeria Jell-O em Le Roy

Na pequena comunidade de Le Roy, no condado novaiorquino de Genesee, que em 1897 Pearle Bixby Wait registrou e começou a fabricar a gelatina Jell-O. Após Orator Francis Woodward comprar a marca de Pearle e como o empresário tinha uma residência de verão no vilarejo, uma casa rústica construída em 1894, utilizou o local como fábrica da gelatina. Esta fábrica funcionou até 1964, quando a General Foods desativou a produção em Le Roy. 

Por ter características raras em estilo arquitetônico Queen Anne, o local entrou na lista do Registro Nacional de Lugares Históricos em 1997 e em 2012, a antiga fábrica transformou-se no "Museu e Galeria Jell-O", um pequeno museu que conta toda a história da marca e da gelatina. O museu é administrado pela "Le Roy House and Union Free School".